# Comté de Park (Wyoming)
Pour les articles homonymes, voir Comté de Park.
Le comté de Park est un comté de l'État du Wyoming dont le siège est Cody. Selon le recensement des États-Unis de 2010, sa population est de 28 205 habitants.
Le comté de Park est un lieu touristique très réputé. Il possède en effet à lui seul 53% de la superficie totale du parc national de Yellowstone.

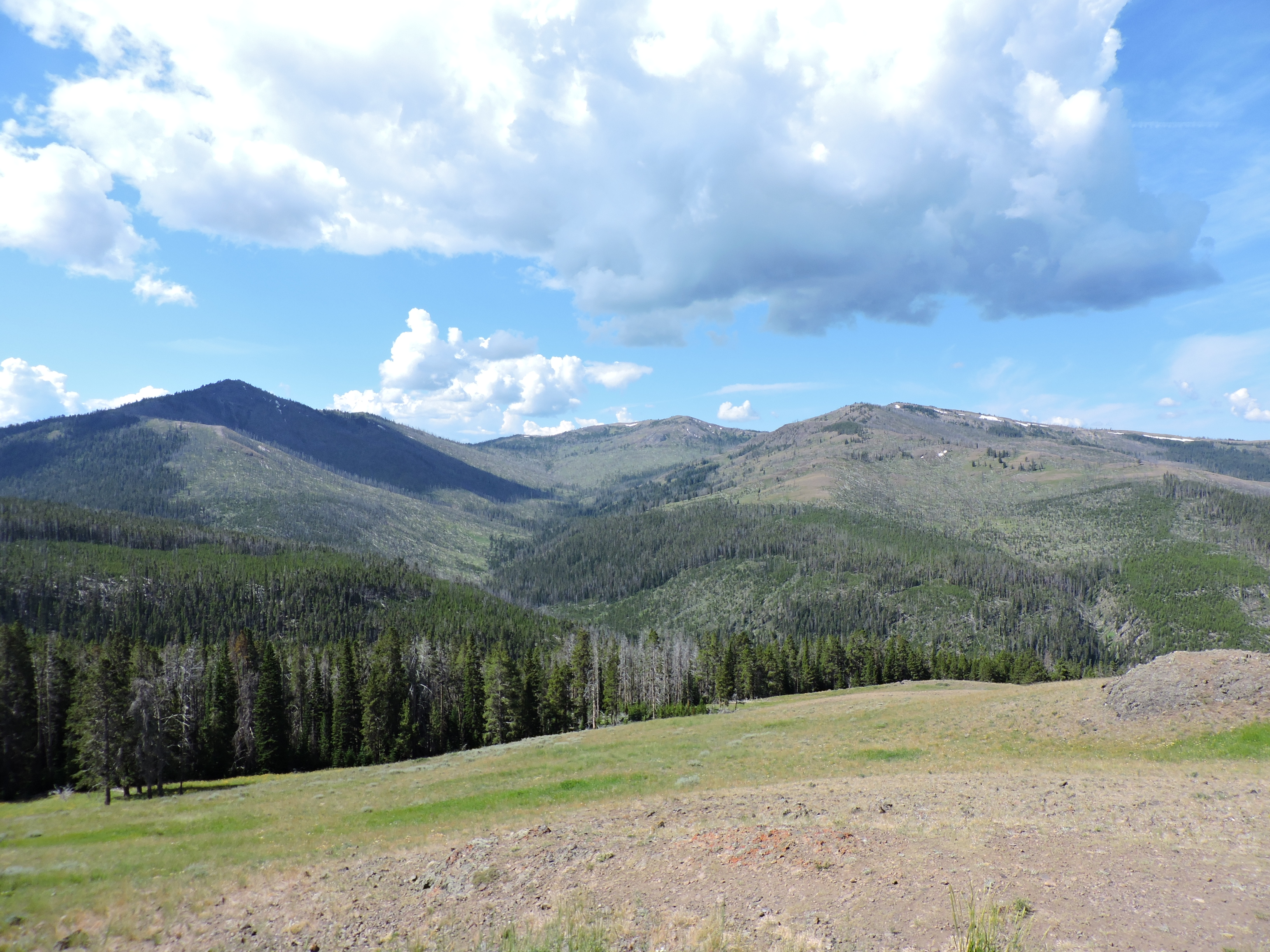
Paysage du comté de Park.
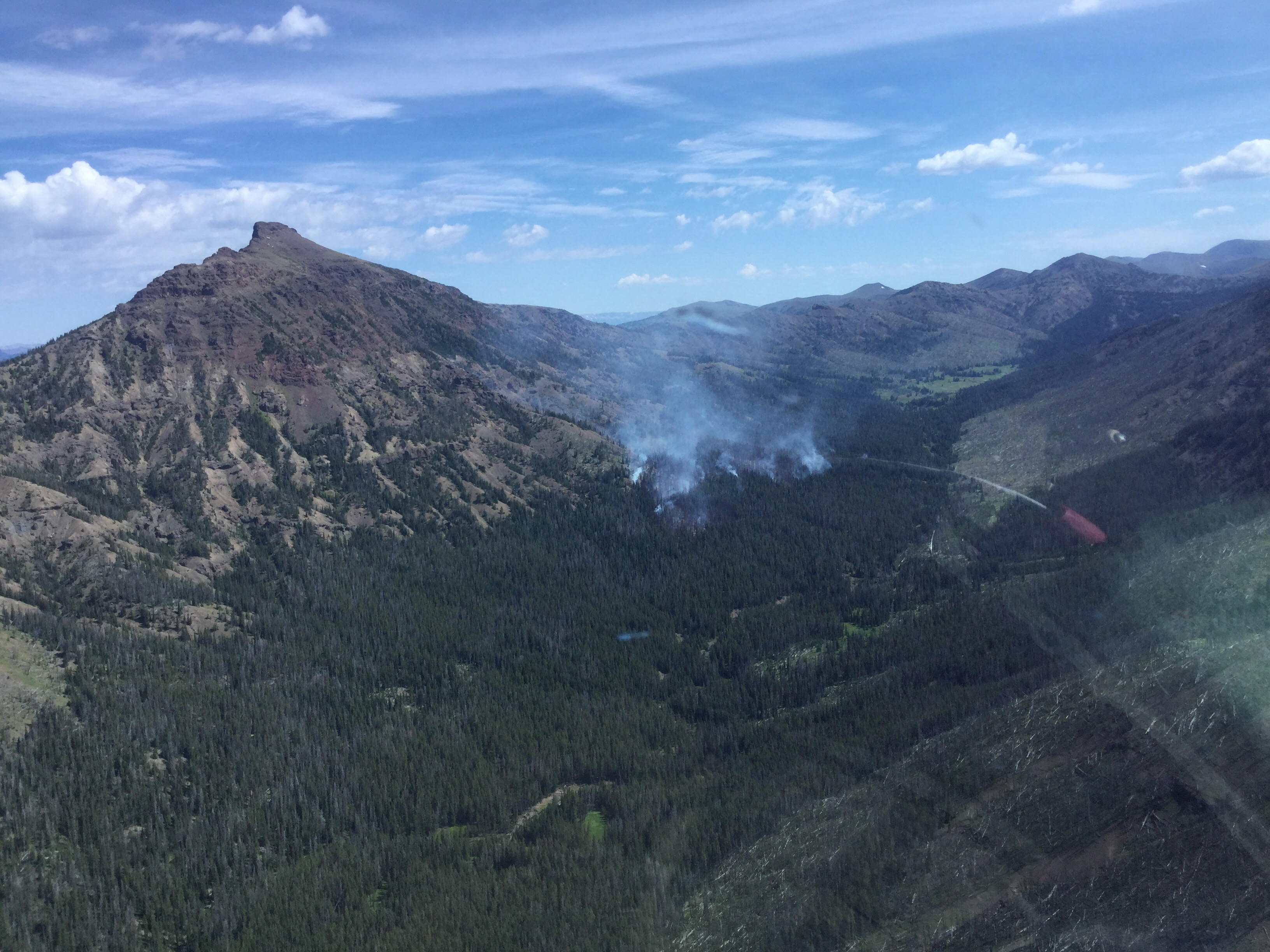
Le pic Pollux (3 372 m).
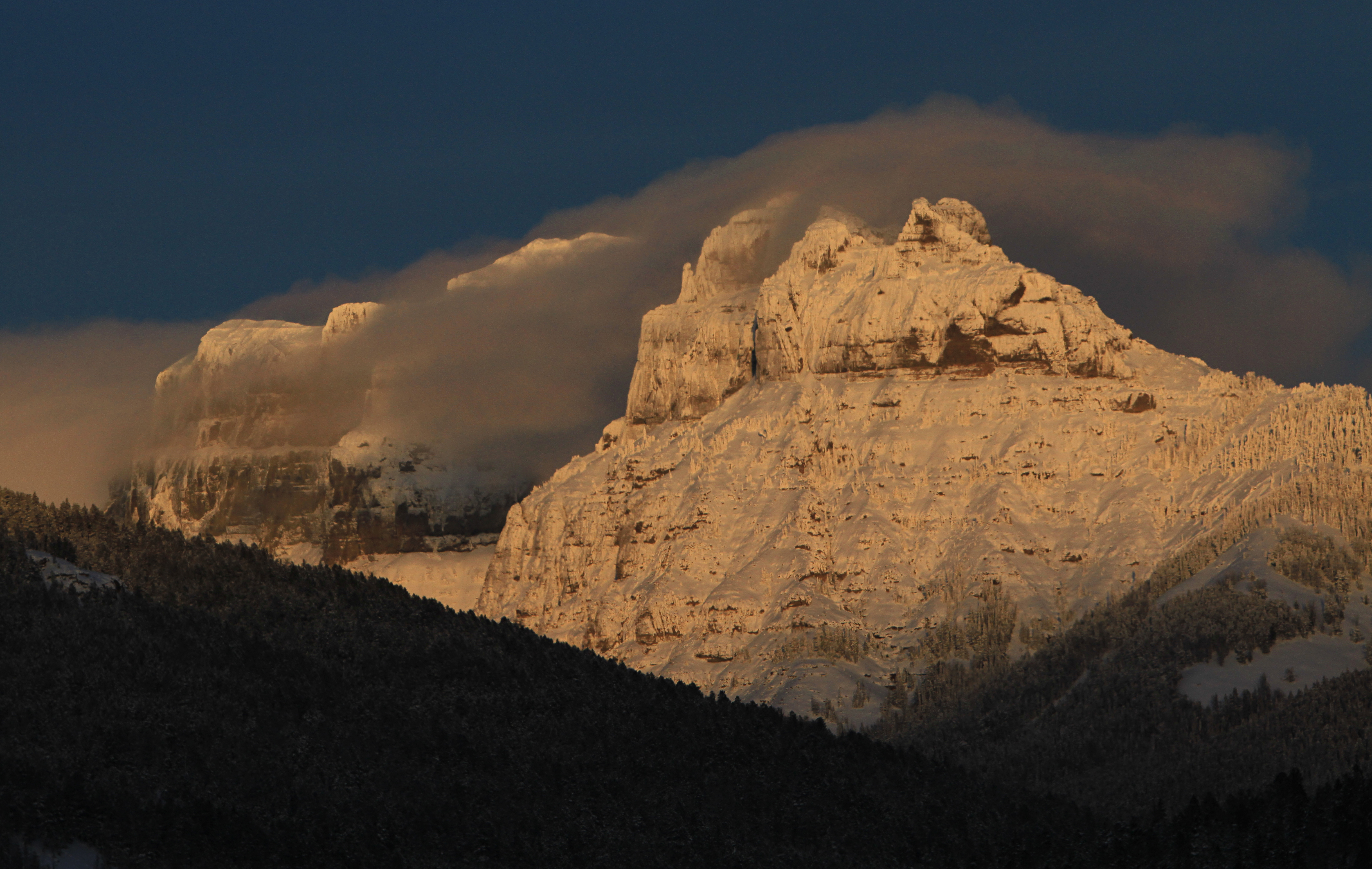
Amphitheater Mountain.
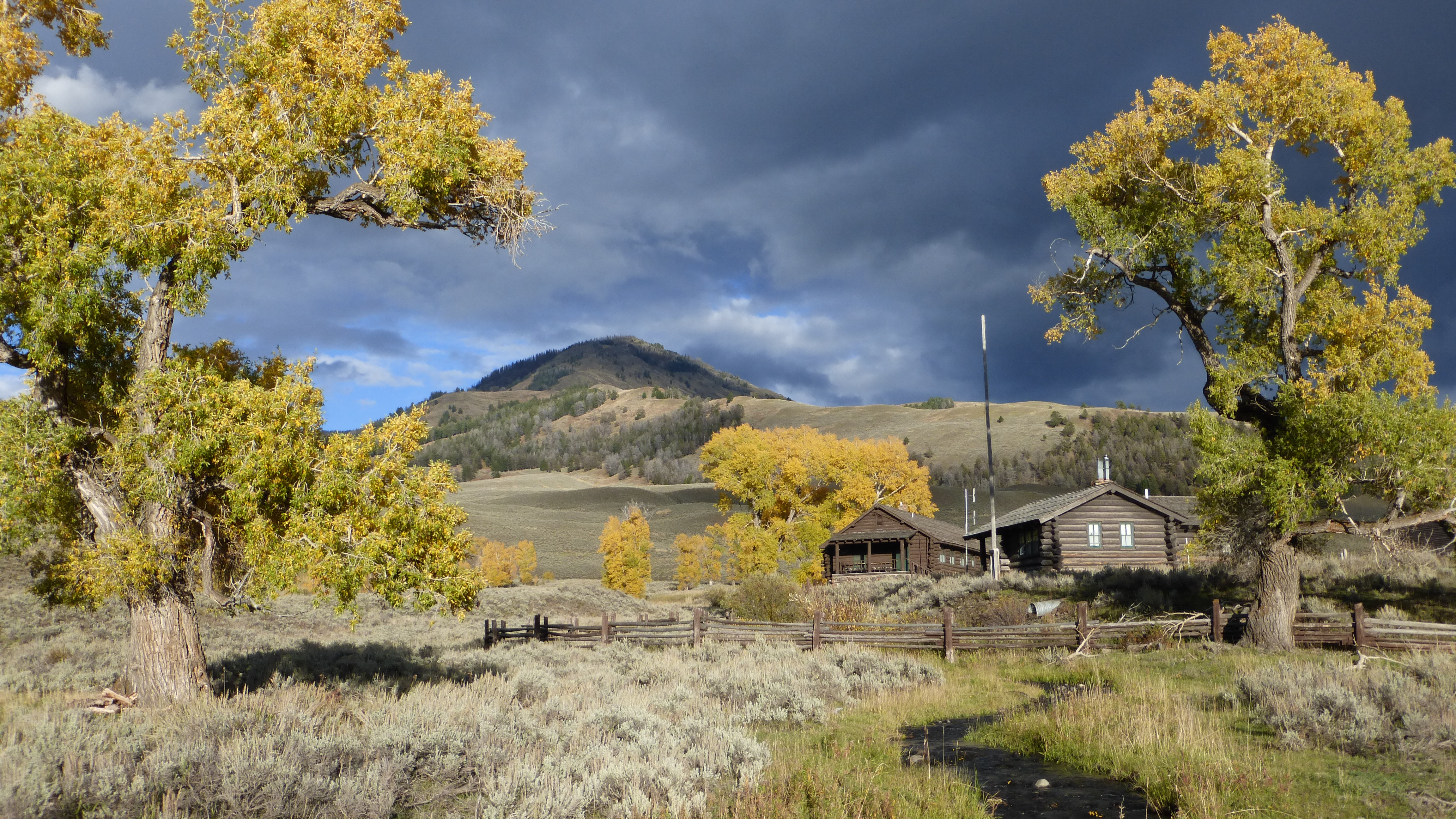
Le Lamar Buffalo Ranch.

## Histoire
Le Wyoming a acquis un statut territorial distinct en 1868. Avant cela, la majeure partie de la superficie de l'État était incluse dans le comté de Laramie (partie du territoire du Dakota) ou en tant que territoire non organisé dans le territoire du Dakota. Le territoire du Wyoming a été établi le 25 juillet 1868, date à laquelle le comté de Laramie a été affecté à cette juridiction.
La région maintenant connue sous le nom de Park County a été établie comme Carter County, puis Sweetwater County.
En 1884, il a été affecté au comté de Fremont. Cela s'est poursuivi jusqu'en 1896, date à laquelle il a été affecté au comté de Big Horn.
Le Wyoming est devenu un État en 1890. La zone du parc actuel a continué de faire partie du comté de Big Horn jusqu'en 1909, lorsque le comté de Park a été autorisé. La structure de gouvernance du comté a été mise en place en 1911 : un palais de justice a été construit vers 1911-1912 et un ajout au bâtiment a été achevé en 1983. Le bâtiment complet a été restauré durant l'année 1985.
Le comté a été nommé en référence au parc national de Yellowstone qui est situé principalement dans les limites du comté de Park. 
En 1913, le comté de Hot Springs a été créé à partir de parties du comté de Park, du comté de Big Horn et du comté de Fremont. Le comté de Park a également subi des ajustements mineurs concernant ses limites en 1929 puis en 1931. Depuis ces dernières sont restées inchangées.

## Géographie
La majeure partie du comté de Park est sous contrôle étatique ou fédéral. La majeure partie de la forêt nationale de Shoshone, qui est la première forêt nationale des États-Unis protégé par l'État fédéral, et une partie du parc national de Yellowstone se trouvent dans les limites du comté de Park. Trois rivières traversent le comté de Park : les rivières Greybull et Shoshone qui sont des affluents de la rivière Big Horn et la rivière Clark's Fork qui se jette dans la rivière Yellowstone.

## Politique
Comme presque tout le Wyoming, le comté de Park est extrêmement républicain. Il a été récemment dirigé par un démocrate en 1964 lorsque Lyndon B. Johnson a battu Barry Goldwater de 47 voix. Depuis ce jour, aucun démocrate n'a réussi à obtenir 31% des voix du comté.

### Comtés voisins
- Comté de Park (Montana) – situé au nord
- Comté de Carbon (Montana) – situé au nord-est
- Comté de Big Horn (Wyoming) – situé à l'est
- Comté de Washakie (Wyoming)  – situé à l'est-sud-est
- Comté de Hot Springs (Wyoming) – situé au sud-est
- Comté de Fremont (Wyoming) – situé au sud
- Comté de Teton (Wyoming) – situé au sud-ouest
- Comté de Gallatin (Montana) – situé au nord-ouest

### Aires nationales protégées (en partie)
- La forêt nationale de Bridger-Teton (en anglais : Bridger–Teton National Forest)
- La forêt nationale de Shoshone (en anglais : Shoshone National Forest)
- Le parc national de Yellowstone (en anglais : Yellowstone National Park)

### Autoroutes principales
- U.S. Route 14 in Wyoming (en)
- U.S. Route 14 in Wyoming (en)
- U.S. Route 16
- U.S. Route 20
- U.S. Route 191
- U.S. Route 212
- U.S. Route 287
- Wyoming Highway 120 (en)
- Wyoming Highway 296 (en)

## Villes principales
- Cody
- Frannie
- Garland
- Mammoth
- Meeteetse
- Powell

Secteur non constitué en municipalité : 
- Wapiti (États-Unis)